# Tyrone (hrabstwo)
Tyrone (wym. [tɪˈrəʊn]; irl. Contae Tír Eoghain) – jedno z sześciu hrabstw położonych w irlandzkiej prowincji Ulster, wchodzących w skład brytyjskiej Irlandii Północnej. Położone w północnej części wyspy. Hrabstwo graniczy z hrabstwem Londonderry na północy, Fermanagh na południowym zachodzie, z dwoma hrabstwami Republiki Irlandii: Donegal na zachodzie i Monaghan na południu, oraz z hrabstwami Armagh i Antrim przez Lough Neagh na wschodzie.
Stolicą hrabstwa jest miasto Omagh.